# Tarcutta Creek
Tarcutta Creek är ett vattendrag i Australien. Det ligger i delstaten New South Wales, i den sydöstra delen av landet, omkring 360 kilometer sydväst om delstatshuvudstaden Sydney.
Trakten runt Tarcutta Creek består till största delen av jordbruksmark. Runt Tarcutta Creek är det glesbefolkat, med 12 invånare per kvadratkilometer. Genomsnittlig årsnederbörd är 867 millimeter. Den regnigaste månaden är mars, med i genomsnitt 113 mm nederbörd, och den torraste är oktober, med 42 mm nederbörd.